# Specie mortale
Specie mortale (Species) è un film del 1995 diretto da Roger Donaldson e interpretato da Natasha Henstridge, Ben Kingsley, Michael Madsen, Marg Helgenberger, Alfred Molina e Forest Whitaker. È il primo di una serie di quattro film.

## Trama
Attraverso una comunicazione aliena giunta al SETI su come ottenere una fonte infinita di energia, viene anche spedita una sequenza di DNA alieno e le istruzioni per combinarlo con quello umano. Viene così sperimentata la procedura e da questo esperimento nasce Sil, una bambina con ritmi di crescita elevatissimi. Gli scienziati la tengono d'occhio e si accorgono che la creatura ha durante il sonno violente crisi, per cui, per evitare che possa trasformarsi in una minaccia, decidono di ucciderla usando del cianuro. Sil sembra morire lentamente, invece sfonda il vetro della sua gabbia e scappa.
Il governo crea allora una squadra per recuperarla, composta dagli scienziati Laura Baker e Xavier Fitch (responsabile della creazione di Sil), dall'antropologo Stephen Arden, dal sensitivo Dan Smithson e dal killer Press Lennox. Nel frattempo in uno scomparto di un vagone letto dove si era rifugiata, la bambina subisce una violenta trasformazione e diventa un bozzolo, da cui poco dopo verrà partorita una Sil adulta. Confondendosi tra la gente, Sil raggiunge Los Angeles, dove inizia a cercare un partner umano con il quale poter procreare, uccidendo chiunque le ostacoli il cammino. Inoltre dimostra di avere doti fisiche ed atletiche sovrumane, oltre a poteri di rigenerazione del proprio fisico. Dopo aver ucciso alcuni possibili partner senza però aver terminato l'amplesso, Sil sequestra un'auto e la sua conducente e successivamente attira l'attenzione del team di ricerca. Alla fine dell'inseguimento l'astuta aliena inscena la sua morte con un incidente e lascia una sua falange sul luogo dell'incidente come prova della sua morte.
Essendo attratta da Press, Sil lo giudica l’uomo adatto per riprodursi e dopo essersi tagliata e tinta i capelli di nero per non farsi riconoscere, si reca nell’albergo dove alloggia il Team. Dopo avere festeggiato con i propri compagni l’apparente vittoria, Press si reca in camera di Laura, con la quale ha un flirt, venendo seguito dalla non riconosciuta Sil. Quando Press entra in camera di Laura, Sil riesce a intrufolarsi nella camera di fianco, che è quella di Arden, per origliare attraverso il muro e capire cosa sta avvenendo in camera di Laura. Sil comprende che i due stanno facendo l’amore e rimane fortemente delusa, ma proprio in tale momento entra in camera Arden. A questo punto Sil decide di sedurre l’antropologo ed inizia subito a spogliarsi e a baciarlo, dicendogli che l’aveva visto al bar e che l’aveva aspettato in camera per stare con lui. Arden non riconosce Sil e cede alle avances della bellissima aliena. I due iniziano così a fare sesso. Dan è assalito dalle visioni e corre ad avvertire Laura e Press della possibile presenza di Sil nella camera a fianco. Nel frattempo però Sil e Arden finiscono di fare sesso e l’aliena rimane incinta. Dopo aver raggiunto il suo obbiettivo Sil assume la sua forma aliena e uccide Arden. Quando gli altri scienziati arrivano sfonda il muro della stanza e scappa nelle fogne. Il team la insegue e, durante la caccia, Xavier perde la vita. Nelle oscurità di un anfratto, Sil dà alla luce la sua orribile progenie. Intanto i superstiti Dan, Laura e Press raggiungono Sil e, dopo una lunga battaglia riescono ad uccidere sia lei sia il figlio. Tutto sembra essere finito per il meglio, ma un tentacolo di Sil, lacerato da Press durante la colluttazione, viene morso da un topo, lasciando intendere che l'incubo è tutt'altro che terminato.

## Personaggi
• Sil: interpretata da Natasha Henstridge, è stata creata in laboratorio da un gruppo di scienziati attraverso la combinazione di DNA umano con DNA alieno. Nella sua forma umana Sil è una donna bellissima ma allo stesso tempo è una creatura estremamente pericolosa, in quanto è dotata di una forza sovrumana, è in grado di rigenerarsi gli arti, non ha sentimenti e può assumere quando vuole anche una forma aliena che le permette di incrementare ulteriormente la sua potenza. Dopo essere fuggita dal laboratorio si reca a Los Angeles dove inizia a cercare un partner maschile con cui riprodursi e garantire continuità alla sua specie. Alla fine riuscirà a raggiungere il suo obbiettivo, seducendo senza farsi riconoscere il professor Arden e facendosi mettere incinta da quest’ultimo. Dopo essersi accorta di essere incinta uccide l’involontario padre della sua creatura e fugge a partorire nelle fogne dell’albergo, dove riuscirà a mettere al mondo il bambino ma verrà uccisa poco dopo da Press.
• Preston Lennox: interpretato da Michael Madsen, è un killer professionista che viene ingaggiato da Xavier Fitch per trovare e uccidere Sil dopo la sua fuga dal laboratorio. È un uomo bello, abile, forte e carismatico, tanto è che colpisce anche la stessa Sil, la quale lo battezza come uomo ideale per riprodursi. Preston, durante la ricerca di Sil, stabilisce un rapporto di reciproca attrazione anche con la collega Laura, e dopo l’apparente morte di Sil finiscono a letto insieme. Quando si scopre che Sil è viva ed incinta Preston la insegue nelle fogne dell’albergo per ucciderla, riuscendoci.
• Laura Baker:interpretata da Marg Helgenberger, è una biologa che viene inserita da Fitch nel team che ha il compito di eliminare Sil, collaborando attraverso le sue competenze scientifiche. È una donna affascinante, estremamente preparata, professionale e seria. Si innamora di Press, il quale ricambierà il suo sentimento. 
• Stephen Arden: interpretato da Alfred Molina, è un professore di antropologia ad Harvard, che viene chiamato nel team di ricerca, con il compito di dare un'interpretazione di carattere antropologico ai comportamenti di Sil per trovarla. È un uomo poco attraente ma molto colto. Arden viene sedotto da Sil, la quale gli fa credere di essere attratta da lui e non riconoscendola fa sesso con lei, mettendola ingenuamente incinta. Viene ucciso da Sil non appena l’aliena gli dice che è incinta e gli fa capire chi lei è realmente. 
• Dan Smithson: interpretato da Forest Whitaker, è un sensitivo che viene inserito nel team di ricerca per fare previsioni sui comportamenti e sugli spostamenti di Sil. È estremamente misterioso, introverso, emotivo e sensibile. Sarà lui che si renderà conto che Sil non è morta realmente ed è nella camera del suo collega Arden. Dopo la fuga nelle fogne di Sil aiuta Press e gli altri colleghi a ucciderla.
•Xavier Fitch: interpretato da Ben Kingsley, è il creatore di Sil. È un uomo intraprendente, freddo e cinico. Decide di uccidere Sil quando è ancora in laboratorio ma lei riesce a scappare. Crea quindi il team di esperti per eliminarla prima che si riproduca, ma viene ucciso da Sil poco prima che l’aliena venga annientata da Press.

## Produzione
La trama, che prevede la costruzione in laboratorio di una aliena con dati provenienti dallo spazio, si ispira a quella della miniserie televisiva britannica A for Andromeda del 1961, di cui è stato prodotto il remake italiano A come Andromeda nel 1972.
La sceneggiatura originale prevedeva che Sil uccidesse un autista di taxi senza una forte motivazione, ma per mantenere un certo grado di simpatia tra la ragazza e il pubblico venne cambiata la scena e l'omicidio fu portato a termine per autodifesa.
La MGM per mantenere bassi i costi decise di non girare la scena in treno, ma H.R.Giger, autore dei concept della creatura (come per Alien), la riteneva una scena particolarmente importante e decise di pagare le spese relative a queste riprese di tasca propria.

## Distribuzione
Il film è stato distribuito negli Stati Uniti a partire dal 7 luglio 1995. Dal 3 agosto dello stesso anno è stato distribuito in Australia e Messico; il 1º settembre è stato presentato al Deauville Film Festival in Francia; mentre dal 22 settembre è stato distribuito in Svizzera (regioni di lingua francese) e Turchia; dal 28 settembre in Argentina e Repubblica Ceca; dal 29 settembre nel Regno Unito. In ottobre è stato poi presentato al Sitges Film Festival in Spagna; dal 5 ottobre è stato distribuito in Ungheria; dal 7 in Corea del Sud; dall'11 in Belgio; dal 13 in Grecia e Irlanda; dal 16 in Spagna; dal 25 nelle Filippine; dal 26 nei Paesi Bassi. Dal 3 novembre è stato distribuito in Norvegia; dal 9 in Germania; dal 10 in Austria, Bulgaria, Svizzera (regioni di lingua tedesca), Danimarca, Israele e Portogallo; dall'11 a Taiwan; dal 17 in Polonia; dal 23 in Giappone; dal 24 in Finlandia e Svezia; dal 27 in Francia. Nel dicembre è stato presentato al Noir in Festival in Italia, mentre la distribuzione nei cinema della penisola è iniziata dal 2 febbraio 1996. Dal 28 settembre dello stesso anno è stato infine distribuito a Hong Kong.
Oltre che negli Stati Uniti, il film è conosciuto con il titolo originale di Species anche in Germania, Danimarca, Spagna, Finlandia. È inoltre conosciuto con i titoli alternativi di Especies in Argentina e Messico; De vrouwelijke mutant in Belgio; Видове in Bulgaria; A Experiência in Brasile; Espèces in Canada; Species (Especie mortal) in Spagna; Peto e Species - Peto in Finlandia; La mutante in Francia; Θανάσιμο είδος (Thanasimo eidos) in Grecia; A lény in Ungheria; Specie mortale in Italia; Farlig rase in Norvegia; Gatunek in Polonia; Espécie Mortal in Portogallo; Specii in Romania; Vrste in Serbia; Особь in Russia; Species - Hotet från rymden in Svezia; Tuja vrsta in Slovenia; Tehlikeli tür in Turchia.

## Critica
(Roberto Nepoti La Repubblica del 4 marzo 1996)
(Maurizio Porro Corriere della Sera del 15 febbraio 1996)
(Fabio Ferzetti Il Messaggero del 12 febbraio 1996)
(Fantafilm)

## Colonna sonora
La colonna sonora è stata composta da Christopher Young e pubblicata da Intrada in formato CD nel 1995. In seguito l'album è stato ristampato più volte.

### Tracce
Testi e musiche di Christopher Young.
1. Species – 3:43
2. A Vibrant Slime – 3:34
3. Protostar – 2:57
4. Ring Nebula – 5:29
5. Fever (Original Main Title) – 2:29
6. Species Feces – 4:28
7. Bax Max – 3:43
8. Milky Way Breasts – 4:54
9. Safe Sex – 2:37
10. Worm Hole – 2:26
11. Son Of Sil – 1:54
12. Star Bright – 5:03

Durata totale: 43:17

## Riconoscimenti
- 1995 - Catalonian International Film Festival
  - Migliori effetti speciali a Steve Johnson e Richard Edlund
  - Candidatura per Miglior film a Roger Donaldson
- 1995 - Universe Reader's Choice Award
  - Miglior trucco a Steve Johnson
- 1996 - MTV Movie Awards
  - Miglior bacio a Natasha Henstridge e Matthew Ashford
  - Candidatura per Miglior performance rivelazione a Natasha Henstridge
- 1996 - Saturn Awards
  - Candidatura per Miglior film di fantascienza
  - Candidatura per Miglior trucco a Steve Johnson, Bill Corso e Kenny Myers
  - Candidatura per Migliori effetti speciali a Steve Johnson e Richard Edlund

## Sequel
Il film ha dato vita a una serie che conta altri tre film:
- Species II, regia di Peter Medak (1998)
- Species III, regia di Brad Turner (2004)
- Species IV - Il risveglio, regia di Nick Lyon (2007)